# Viktor Maier
Viktor Maier (kirgisisch Виктор Майер; * 16. Mai 1990 in Kant, Sowjetunion, heute Kirgisistan) ist ein kirgisischer Fußballspieler, der auch die deutsche Staatsangehörigkeit besitzt.

## Karriere
Maier kam im Alter von zehn Monaten mit seinen Eltern nach Deutschland und wuchs in Osnabrück auf. Er begann mit dem Fußballspielen bei Blau Weiss Schinkel und kam über den VfL Osnabrück zum Hamburger SV, für dessen Jugendmannschaften er bis 2008 spielte und bei dem er bis 2011 zum Kader der zweiten Mannschaft gehörte. Während seiner Zeit beim HSV absolvierte er eine kaufmännische Ausbildung.
Nach seinem Weggang vom HSV wechselte Maier zu den Sportfreunden Lotte in die Regionalliga West. Dort konnte er sich nicht durchsetzen und machte kein Spiel. Nach einem halben Jahr wurde er vom VfL Osnabrück II verpflichtet. Ab Juli 2013 stand er für ein halbes Jahr beim TSV Havelse in der Regionalliga Nord unter Vertrag. Im Januar 2014 wechselte er innerhalb der Liga zum SV Meppen; sein Vertrag war bis 2017 gültig.
Im Sommer 2016 ging Maier allerdings weiter in die Niederlande, um sich dort dem Zweitligisten FC Emmen anzuschließen. Ein Jahr später folgte der Wechsel zum Regionalligisten SC Wiedenbrück. Von 2021 bis 2023 spielte Maier für den FC Eintracht Rheine in der Oberliga Westfalen. 2023 folgte dann zum Landesligisten Vorwärts Nordhorn. Hier fungiert er aktuell als Spielertrainer.

## Nationalmannschaft
Maier spielte viermal für die U-16-Auswahl des DFB und nahm außerdem mit der U-17 an der Qualifikationsrunde zur Europameisterschaft 2007 teil.
Da er im heutigen Kirgisistan geboren wurde, ist er auch für den kirgisischen Fußballverband spielberechtigt. Sein erstes A-Länderspiel für dessen Auswahl bestritt Maier am 11. Juni 2015 gegen Bangladesch im Rahmen der Qualifikation für die WM 2018. Fünf Tage später folgte sein zweiter Einsatz im Qualifikationsspiel gegen Australien. Sein erstes Länderspieltor erzielte er am 10. Oktober 2017 bei einem Qualifikationsspiel zur Asienmeisterschaft in Myanmar. Weitere Tore erzielte er im Juni 2022 bei zwei Heimspielen in der Qualifikation zur Asienmeisterschaft gegen Singapur und Myanmar.